# Шушпаниха (река)
Шушпаниха (Скопинская) — река в Мурманской области России. Протекает по территории Терского района. Впадает в губу Шушпаниха Белого моря.
Длина реки составляет 20 км. Площадь бассейна 65,2 км².
Берёт начало в болотистой местности недалеко от озера Щучье на высоте 80 м над уровнем моря. Протекает по лесной, местами болотистой местности. Порожиста. Проходит через озеро Большое Рыбное. От истока до озера носит название Скопинская, после озера именуется Шушпаниха. Впадает в губу Шушпаниха Кандалакшского залива Белого моря. Населённых пунктов на реке нет.

## Данные водного реестра
По данным государственного водного реестра России относится к Баренцево-Беломорскому бассейновому округу, водохозяйственный участок реки — реки бассейна Белого моря от западной границы бассейна реки Йоканга (мыс Святой Нос) до восточной границы бассейна реки Нива, без реки Поной. Речной бассейн реки — бассейны рек Кольского полуострова и Карелии.
Код объекта в государственном водном реестре — 02020000212101000009350.